# Ius quod ad personas pertinet
Ius quod ad personas pertinet су речи римског правника Гаја, а у преводу значи „право које се односи на лица“. 
Пандан овом праву данас не постоји, већ се оно изучава кроз неколико удаљених правних дисциплина.